# Coeliccia pracritii
Coeliccia pracritii là loài chuồn chuồn trong họ Platycnemididae. Loài này được Lahiri mô tả khoa học đầu tiên năm 1985.